# پولین مروآ
پولین مروآ (به فرانسوی: Pauline Marois) (فرانسوی: [pɔlin maʁwa]; متولد مارس ۲۹، ۱۹۴۹) سی‌اُمین نخست‌وزیر کبک نخستین نخست‌وزیر زن در تاریخ این استان، و رهبر پارتی کبکوآ بود. وی از ۴ سپتامبر ۲۰۱۲، که حزبش را به پیروزی در انتخابات سراسری کبک، رهبری کرد تا سال ۲۰۱۴ در مقام نخست‌وزیری قرار داشت.
او در دانشگاه لاوال، کار اجتماعی تحصیل کرد.